# لورنزو آلایمو
لورنزو آلایمو (ایتالیایی: Lorenzo Alaimo؛ زادهٔ ۱۵ ژوئن ۱۹۵۲) دوچرخه‌سوار اهل بلژیک است.